# Rocky Marciano
Rocky Marciano, właśc. Rocco Francis Marchegiano (ur. 1 września 1923 w Brockton, zm. 31 sierpnia 1969) – amerykański bokser, jedyny niepokonany mistrz świata wagi ciężkiej (od 23 września 1952 do 30 listopada 1956), pierwszy niepokonany mistrz świata wszechwag, z bilansem 49 wygranych walk na 49 pojedynków (w tym 43 przez nokaut, 88%). Jego kariera bokserska trwała od 1946 do 1956 roku.

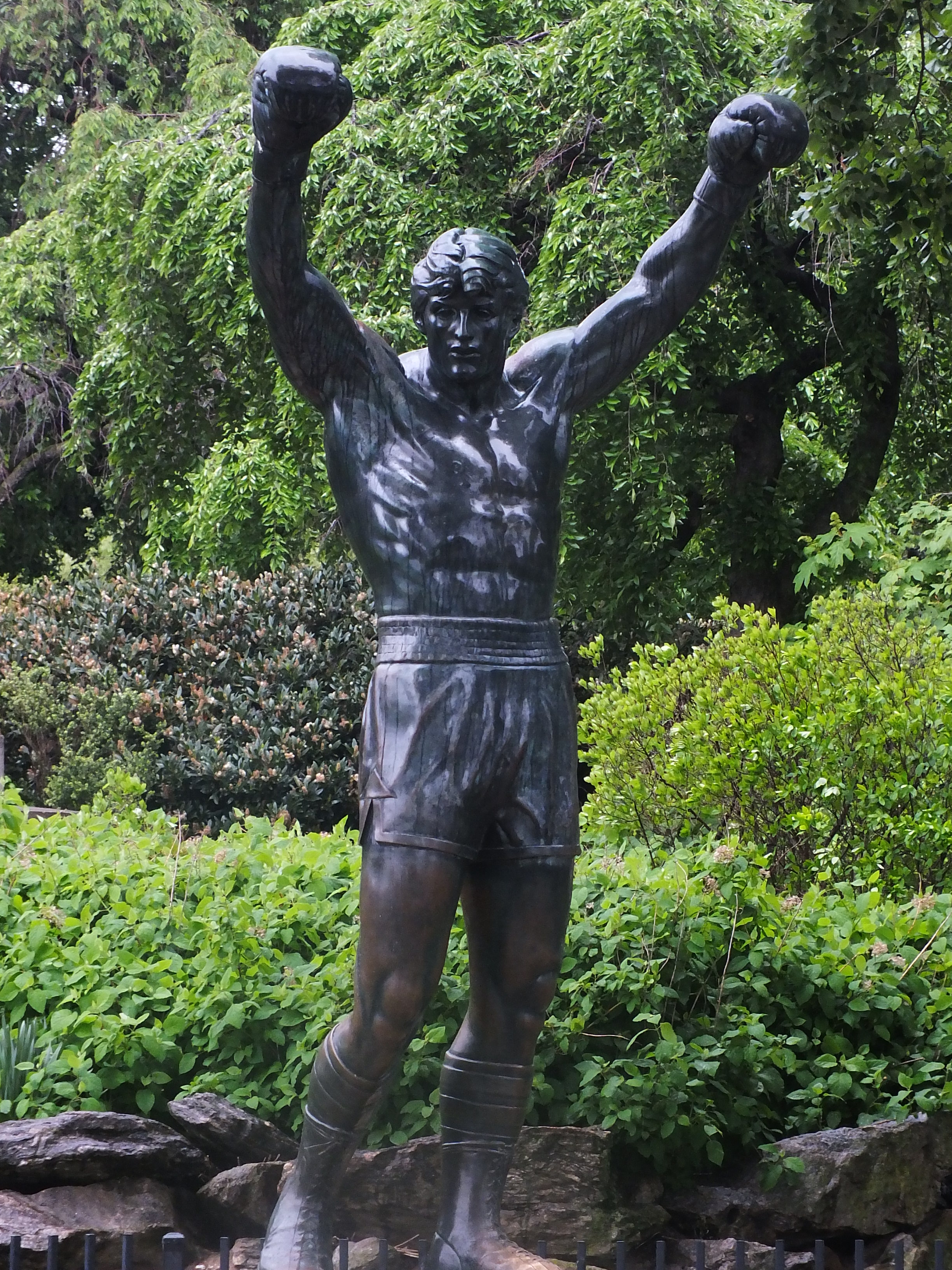
Statua Rocky'ego w Filadelfii

## Życiorys

### Okres młodzieńczy
Urodził się w Brockton w stanie Massachusetts w rodzinie włoskich imigrantów. Był najstarszym z sześciorga dzieci pracownika miejscowej fabryki butów Pierino Marchegiano i Pasqualiny Picciuto (bracia Louis i Peter oraz siostry Alice, Concetta i Elizabeth). Jako półtoraroczne dziecko ledwo przeżył ciężkie zapalenie płuc. Będąc nastolatkiem aktywnie uprawiał sport. Trenował baseball i futbol amerykański. Edukację zakończył na 10 klasie szkoły średniej, po czym imał się różnych prac fizycznych (m.in. ładował węgiel na ciężarówki, kopał rowy melioracyjne i zamiatał w fabryce butów).

### Służba wojskowa
W marcu 1943 roku został powołany do wojska. Przydzielono go do 150. brygady saperów i w 1944 roku skierowano do Walii, gdzie zajmował się załadunkiem okrętów pływających z dostawami dla wojsk alianckich walczących we Francji. Po kilku miesiącach wysłano go z powrotem do ojczyzny do Fort Lewis, gdzie oczekiwał przerzutu na Pacyfik. Wojna jednak wkrótce się skończyła, ale wciąż pozostał mu jeszcze rok służby. Aby uchylić się od znienawidzonych dyżurów w garnizonowej kuchni i dać upust swej energii zaczął startować w organizowanych przez wojsko turniejach bokserskich. Krępy, ale obdarzony niezwykłą siłą ciosu Marchegiano wkrótce stał się postrachem innych współzawodników (do tego stopnia, że z trudem udawało mu się znaleźć sparingpartnerów).
W kwietniu 1946 otrzymał przepustkę, podczas której stoczył w rodzinnym Brockton swoją pierwszą oficjalną amatorską walkę przeciwko utytułowanemu amatorskiemu bokserowi Henry’emu Lesterowi (wicemistrz Nowej Anglii). Lester górujący nad Marchegiano techniką i doświadczeniem kontrolował przebieg walki, choć Rocco kilkakrotnie trafił go swoimi potężnymi hakami i sierpowymi. W trzeciej rundzie Lester został umyślnie kopnięty kolanem w krocze. Walka zakończyła się skandalem i dyskwalifikacją Marchegiano. Porażka ta zniechęciła go do dalszego uprawiania boksu. Przytył, zaczął nadużywać alkoholu i palił dwie paczki papierosów dziennie. Jednak dzięki namowom znajomych, wkrótce po powrocie do Fort Lewis znów zaczął intensywnie trenować i rzucił używki. Wziął udział w organizowanym przez Amateur Athletic Union (AAU) turnieju bokserskim. Chociaż wygrał dwie pierwsze walki przez nokaut w pierwszej rundzie, doznał poważnej kontuzji lewej dłoni. W trzeciej, decydującej walce walczył więc tylko jedną ręką. Przegrał i musiał poddać się skomplikowanej operacji, po której lekarze odradzili mu powrót do boksu. W lecie 1946 został zdemobilizowany.

### Kariera baseballisty
Po powrocie do Brockton postanowił spełnić swoje dziecięce marzenie i zostać profesjonalnym baseballistą. Zapisał się do miejscowej półamatorskiej drużyny Taunton Lumber Team. W 1947 roku był na trzytygodniowych testach w filialnej drużynie Chicago Cubs, ale uznano go za nieprzydatnego. Zdesperowany Marchegiano powrócił do tego, co wychodziło mu najlepiej – boksu.

### Kariera boksera
Treningi wznowił pod okiem swojego przyjaciela, mechanika z zawodu, Alliego Colombo. 17 marca 1947 stoczył swoją pierwszą profesjonalną walkę przeciwko Lee Eppersonowi. Aby ukryć ten fakt przed matką, która nie chciała żeby został zawodowym pięściarzem, wystąpił pod pseudonimem Rocky Mack. Wygrał przez nokaut w 3 rundzie inkasując $35. Następnie zdecydował się na nietypowy ruch i powrócił do amatorskiego boksu. W lutym 1948 roku został mistrzem Nowej Anglii, którą reprezentował na turnieju Golden Gloves w Nowym Jorku. Skrzyżował tam rękawice z Colley Wallacem i według większości obserwatorów walkę wygrał, jednak sędziowie byli odmiennego zdania. Była to ostatnia kontrowersyjna porażka w bokserskiej karierze Marchegiano. Wkrótce potem wziął udział w regionalnym turnieju eliminacyjnym do Igrzysk Olimpijskich w Londynie. W finale pokonał George’a McGinnisa, ale doznał kontuzji kciuka, która wyeliminowała go z kadry. Była to jego ostatnia walka w amatorskiej karierze (9-4 albo 8-4-0). Od 12 lipca 1948, gdy znokautował Harry’ego Bilzeriana, walczył już tylko zawodowo.
Eksperci nie wróżyli mu wielkiej kariery. Uważali, że jest za stary (miał już 24 lata), za niski (179 cm), za lekki (88 kg), z krótkim zasięgiem (172 cm) i słabą techniką. Nad poprawieniem tej ostatniej pracował z nim nowy trener, wychowawca czterech mistrzów świata, Charley Goldman. Szczególny nacisk położył na pracę nóg i balans (podczas sparingów związywał podopiecznemu buty sznurówkami) oraz uderzenia lewą ręką. Nauczył też Rocco walczyć z charakterystycznego przysiadu. Jego managerem został znany nowojorski promotor Al Weill. Namówił on Marchegiano, którego nazwisko było przekręcane przez konferansjerów, aby zaczął walczyć pod pseudonimem Rocky Marciano.
Następnych 14 walk Marciano wygrał przed czasem, najpóźniej w piątej rundzie. Jak sam potem przyznał, w tym okresie Weill dobierał słabych rywali, żeby zbudować mu korzystny bilans. Pierwszym bokserem, który był w stanie przetrwać do ostatniej rundy był Don Mogard, który w maju 1949 roku przegrał przez decyzję po 10 rundach. Rok 1949 Rocky kończył jako niepokonany z 21 nokautami w 23 walkach. Pomimo wciąż skromnych umiejętności defensywnych, żadnemu z dotychczasowych przeciwników nie udało się go trafić na tyle mocno, aby choć na chwilę nim zachwiać. Dzięki ponadprzeciętnej odporności na ciosy i ból zyskał przydomek „The Rock” (Skała).
Weill uznał w końcu, że Marciano jest już gotowy do zmierzenia się z lepszymi rywalami. 30 grudnia 1949 roku Rocky walczył w słynnym nowojorskim Madison Square Garden przeciwko solidnemu Carmine Vingo (16-1-0). Marciano zakończył jego karierę brutalnie nokautując go w szóstej rundzie. Vingo został przewieziony do szpitala ze złamaną podstawą czaszki i wylewem krwi do mózgu. Był w śpiączce i miał sparaliżowaną połowę ciała. Przez 7 dni lekarze walczyli o jego życie. W końcu, gdy okazało się, że przeżyje, Marciano czując się winny zapłacił 2000 dolarów za koszty hospitalizacji i podarował mu dalsze $500 na znalezienie nowej pracy.
Po prawie trzech miesiącach Rocky wrócił na ring w pojedynku z najtrudniejszym do tej pory rywalem, niepokonanym Rolandem La Starzą (37-0-0). Była to jedyna walka w jego zawodowej karierze, w której był o włos od porażki. Wygrał minimalnie przez niejednogłośną decyzję. Walka ta była również pierwszym pojedynkiem Rocky’ego transmitowanym przez telewizję.
Marciano tryumfował w następnych 11 walkach. Wśród pokonanych był Rex Layne (34-1-2), swego czasu ochrzczony przez Jacka Dempseya najlepszym bokserem wagi ciężkiej młodego pokolenia. Pojedynek ten był kolejną demonstracją brutalnej siły ciosów Marciano, które wybiły zęby i zgruchotały most protetyczny noszony przez Layne’a. Hołubiony przez fachową prasę nowojorczyk leżał na deskach w trzeciej i czwartej rundzie. W piątej na skutek nieustannych ciosów w korpus był już w stanie skrajnego wyczerpania i na krawędzi nokautu. Jednak dopiero w szóstej, trafiony prawym sierpowym w szczękę, stracił przytomność i powoli osunął się na ring. Nokautując Layne’a Marciano stał się jednym z głównych pretendentów do mistrzostwa świata.

#### Walka z Louisem
Wizja pojedynku o czempionat globu oddaliła się jednak, gdy dotychczasowy mistrz Ezzard Charles stracił pas na rzecz pretendenta numer jeden Jersey Joe Walcotta. Oznaczało to, że dojdzie najpierw między nimi do walki rewanżowej. W rezultacie najbliższym rywalem Marciano ogłoszono legendę boksu, byłego mistrza świata Joe Louisa (który był idolem Rocky’ego). Louis (65-2-0), który rok wcześniej powrócił do boksu ze sportowej emerytury, nie był już jednak tym samym, niepokonanym pięściarzem sprzed paru lat. „Bombardier” miał już 37 lat i walczył jedynie po to, aby spłacić długi fiskusowi. Mimo to bukmacherzy typowali 6:5 na rzecz Louisa. Walka została zakontraktowana na 10 rund i odbyła się 26 października 1951 roku w Madison Square Garden. Marciano posłał na deski Louisa po raz pierwszy w 8 rundzie. Ex-mistrz podniósł się na „8”, lecz niecałe 30 sekund później Rocky osaczył go przy linach, trafił w szczękę potężnym lewym sierpowym i poprawił prawym prostym. Louis zatoczył się i wypadł nieprzytomny za liny. Była to jego ostatnia walka w karierze.

#### Zdobycie mistrzostwa świata
Nokautując żywą legendę boksu Marciano był teraz na ustach całego bokserskiego świata. Nim jednak doszło do długo oczekiwanego starcia z mistrzem Jersey Joe Walcottem (który w międzyczasie obronił tytuł w swojej czwartej walce z Charlesem), musiał stoczyć walkę eliminacyjną przeciwko doświadczonemu „Kidowi” Matthewsowi (81-3-5). Marciano szybko uporał się z rywalem nokautując go już w drugiej rundzie.
Do 15-rundowej walki o mistrzostwo świata z Walcottem (51-16-2) doszło 23 września 1952 roku na wypełnionym po brzegi Municipal Stadium w Filadelfii. Ponad 40 000 widzów było świadkami dramatycznego boju, w którym szala zwycięstwa przechylała się w obie strony. Walcott, który zwykle zaczynał pierwsze rundy bardzo ostrożnie, tym razem zaatakował od pierwszego gongu. Udało mu się zaskoczyć Marciano szybkim lewym sierpowym. Rocky był liczony po raz pierwszy w swojej karierze, ale podniósł się na „4”. Mistrz ponawiał ataki w następnych rundach zdobywając przewagę. Dopiero w dalszej części walki pretendentowi udało się zniwelować nieco straty, lecz Walcott umiejętnie się bronił nie pozwalając Rocky’emu przejąć trwałej inicjatywy. Starcie było brutalne, obaj bokserzy broczyli obficie krwią. Marciano miał ranę na czole, a Walcott rozcięty lewy łuk brwiowy. Sekundanci obu pięściarzy zużyli więc dużą ilość żrącej maści zasklepiającej rozcięcia zwanej popularnie „dynamitem”. Prawdopodobnie substancja ta dostała się do oczu Rocky’ego, co wywołało jego częściową ślepotę pomiędzy 7. a 10. rundą, kiedy to Walcott raz za razem bezkarnie go trafiał. Do 13. rundy obrońca tytułu wyszedł z bezpieczną przewagą punktową. W tym momencie jedyną szansą na zdobycie mistrzostwa był dla Marciano już tylko nokaut. Rocky zaatakował, lecz Walcott umiejętnie się wycofywał unikając konfrontacji. W końcu po 33 sekundach krążenia wokół ringu Marciano zapędził rywala pod liny. Obaj zadali w tym samym momencie cios, lecz to krótki prawy prosty Rocky’ego dotarł ułamek sekundy wcześniej. Mistrz upadł na kolana, po czym tracąc przytomność powoli osunął się twarzą na deski. Rocky Marciano został mistrzem świata wagi ciężkiej inkasując 100 000 dolarów, a nokautujący cios przeszedł do historii pod nazwą „Suzie Q” (tak ochrzcił go sam Rocky).

#### Obrony tytułu
Pierwszy raz Marciano bronił tytułu w rewanżu przeciwko Walcottowi w maju 1953 roku. Tym razem pojedynek był bardzo krótki. Ex-mistrz został znokautowany w 145 sekundzie pierwszej rundy. Następnie Rocky po raz drugi potykał się z La Starzą (53-3-0). Ten wykazał się dobrze zorganizowaną defensywą i umiejętnie kontrował momentami bezradnego mistrza. Goldman widząc, że Marciano nie radzi sobie z przebiciem się przez szczelną gardę rywala, nakazał mu obijać jego ramiona i korpus. Taktyka ta okazała się na tyle skuteczna, że już w 10. rundzie La Starza nie mógł utrzymać wystarczająco wysoko rękawic, a w 11. praktycznie zaprzestał obrony. W końcu, gdy po jednym z ciosów wypadł za liny, sędzia ringowy nakazał przerwać walkę. Dewastująca siła uderzeń Marciano sprawiła, że La Starza miał popękane kości w okolicach obu łokci oraz wymagające chirurgicznej rekonstrukcji porozrywane żyły przedramion.
W 1954 roku Rocky dwukrotnie obronił tytuł przeciwko byłemu mistrzowi Ezzardowi Charlesowi (82-10-1), jednemu z najwybitniejszych w historii bokserów wagi półciężkiej. Pierwszą, niezwykle zaciętą i brutalną walkę wygrał przez jednogłośną decyzję. Druga przybrała dramatyczny obrót w 6. rundzie, gdy Charles chybił podbródkowym uderzając Marciano łokciem w nos. Niefortunne trafienie pozostawiło głęboką, obficie krwawiącą ranę, którą w przerwie Goldman i Colombo próbowali zatkać gazą. Po 7. rundzie rozcięcie było już jednak na tyle głębokie, że wyraźnie przepoławiało nos, a zatamowanie krwi stało się praktycznie niemożliwe. Lekarz oraz sędzia ringowy Al Berl warunkowo pozwolili Marciano wyjść do następnej rundy, ostrzegając jednak jego narożnik, że będą zmuszeni przerwać wkrótce walkę. 8. runda stała więc pod znakiem desperackich ataków Rocky’ego, które przyniosły w końcu efekt w postaci nokdaunu, a następnie, sekundę przed gongiem, nokautu Charlesa.
W maju 1955 roku znokautował w dziewiątej rundzie mistrza Brytyjskiej Wspólnoty Narodów i Europy Dona Cockella (66-11-1).
21 września 1955 roku na Yankee Stadium w Nowym Jorku w swojej szóstej i ostatniej obronie mistrzowskiego pasa zmierzył się z mistrzem świata wagi półciężkiej Archiem Moore’em (148-19-1). Rozpoczęcie walki było opóźnione ze względu na poprzedzający ją mecz baseballowy New York Yankees, dlatego gdy pojedynek skończył się był już ranek 22 września. Marciano był liczony w drugiej, a Moore w szóstej i dwukrotnie w ósmej rundzie. W końcu w dziewiątej pretendent został znokautowany. Na tej walce Marciano zarobił najwięcej w swojej karierze – 468 374 $.

#### Zakończenie kariery
27 kwietnia 1956 roku w wieku 33 lat Rocky Marciano ogłosił zakończenie kariery. Na zawodowym ringu był niepokonany. Wygrał 49 walk z rzędu (z tego 88% przed czasem), ustanawiając rekord do dziś niepobity przez żadnego boksera kategorii ciężkiej. Oficjalnym powodem zerwania z boksem była kontuzja pleców. Jego księgowy sugeruje jednak, że w rzeczywistości decyzję tę przyśpieszył konflikt na tle finansowym z managerem Alem Weillem, który żądał coraz większego procentu od wygranych.
Marciano poważnie rozważał powrót na ring w 1960 roku, gdy Szwed Ingemar Johansson odebrał mistrzowski tytuł Floydowi Pattersonowi, jednak po miesiącu przygotowań z pomysłu zrezygnował. W połowie lat 60. odrzucił wartą 2 mln dolarów propozycję walki z młodym mistrzem Cassiusem Clayem (czyli późniejszym Muhamadem Alim).

### Po zakończeniu kariery
Zamieszkał na Florydzie, gdzie zarobione na ringu pieniądze (ok. 2 mln dolarów) inwestował w różne, najczęściej nieudane przedsięwzięcia (m.in. restaurację, łodzie, spółkę węglową i nieruchomości). Znany był z pożyczania dużych kwot pieniędzy bez żadnego zabezpieczenia, większości nigdy nie odzyskał (jak 100 000 dolarów, które pożyczył bez pokwitowania lichwiarzowi i spekulantowi Pete’owi DiGravio). Do dziś niejasne pozostają jego związki z mafią, choć pewne jest, że utrzymywał przyjacielskie kontakty z niektórymi jej przedstawicielami (np. rodziną Fretto). Przez rok prowadził w telewizji show o tematyce bokserskiej oraz przez krótki okres był sędzią wrestlingu. Do końca życia sędziował i komentował walki bokserskie.
W lipcu 1969 roku, na krótko przed śmiercią, zgodził się wystąpić u boku Muhamada Alego (który był w tym czasie również niepokonany) w sfilmowanym fikcyjnym pojedynku bokserskim. Wynik walki został wygenerowany przez ówcześnie najnowocześniejszy komputer NCR-315 na podstawie 58 różnych parametrów (m.in. słabości, atutów i stylu walki obu bokserów), ale nie został ujawniony aż do premiery filmu. Podczas zdjęć cztery kamery nagrywały Marciano i Alego, którzy stoczyli ponad 70 jednominutowych rund sparingowych. Sfilmowano siedem alternatywnych zakończeń walki. Na potrzeby produkcji Marciano schudł ponad 20 kg i nosił perukę, aby upodobnić się do siebie samego z lat bokserskiej świetności. Film zatytułowany The Super Fight został wyświetlony tylko raz 20 stycznia 1970 roku w ponad 1500 kinach w USA, Kanadzie i Europie. Okazało się, że według obliczeń NCR-315 Marciano wygrałby przez nokaut w 13 rundzie. Po obejrzeniu filmu Ali miał ironicznie stwierdzić, że „komputer musiał zostać wyprodukowany w Alabamie” (sugerując, że Marciano został zwycięzcą ze względu na biały kolor skóry).

### Śmierć
Nocą 31 sierpnia 1969, dzień przed swoimi 46. urodzinami, Rocky Marciano podróżował na pokładzie prywatnej Cessny 172 lecącej z Chicago do Des Moines, gdzie czekało na niego niespodziankowe przyjęcie urodzinowe. Samolot wleciał w burzę, więc pilot Glenn Belz, który miał zaledwie 230 wylatanych godzin i nie był uprawniony do latania w takich warunkach, skierował się na lotnisko w Newton w stanie Iowa. Cessna rozbiła się dwie mile od pasa startowego. Marciano, Belz i drugi pasażer Frankie Farrell (syn gangstera Louisa Fretto) zginęli na miejscu. Jak ustalono, bezpośrednią przyczyną wypadku był błąd niedoświadczonego pilota, który stracił orientację w trudnych warunkach pogodowych.
Osierocił dwójkę dzieci: 16-letnią Mary Anne i 17-miesięcznego Rocco Kevina. Spoczywa na cmentarzu Forest Lawn Memorial Gardens Central w Fort Lauderdale na Florydzie obok swej żony Barbary (zm. 1974).

## Wyróżnienia i rankingi
Jest jednym z nielicznych zawodowych mistrzów świata i jedynym w kategorii ciężkiej, którzy zakończyli karierę wygrywając wszystkie walki. W jego rękach spoczywa również rekord największej liczby wygranych z rzędu przez boksera wagi ciężkiej. Najbliżej jego pobicia był Larry Holmes, który jednak przy stanie 48-0-0 w 1985 roku przegrał z Michaelem Spinksem. Zajmuje wysokie miejsca w licznych rankingach na najlepszego boksera i mistrza wagi ciężkiej wszech czasów:
| Ranking                                                | Według                                     | Rok  | Miejsce |
| ------------------------------------------------------ | ------------------------------------------ | ---- | ------- |
| 50 najlepszych bokserów wszech czasów                  | ESPN                                       | 2007 | 14      |
| 80 najlepszych bokserów ostatniego 80-lecia            | Ring Magazine                              | 2002 | 12      |
| Bokser stulecia                                        | Associated Press                           | 1999 | 3       |
| Mistrz wagi ciężkiej wszech czasów                     | Ring Magazine                              | 1998 | 6       |
| Mistrz wagi ciężkiej wszech czasów                     | International Boxing Research Organization | 2005 | 5       |
| Mistrz wagi ciężkiej wszech czasów                     | George Foreman                             |      | 2       |
| Mistrz wagi ciężkiej wszech czasów                     | Joe Frazier                                |      | 2       |
| Amerykański bokser włoskiego pochodzenia wszech czasów | Ring Magazine                              | 1977 | 1       |
| Sportowiec wszech czasów z Massachusetts               | Sports Illustrated                         | 1999 | 1       |
| Najmocniej bijący bokser wagi ciężkiej wszech czasów   | ESPN                                       | 2007 | 5       |

Trzykrotnie był wybierany przez prestiżowy Ring Magazine pięściarzem roku (1952, 1954, 1955), a trzy jego walki uzyskały tytuł walki roku (pierwsza z Walcottem, druga z La Starzą i druga z Charlesem). W ankiecie ESPN przeprowadzonej w 2006 roku jego nokaut Walcotta z 1952 roku został uznany za nokaut wszech czasów. W 1990 roku został włączony do Międzynarodowej Galerii Sław Boksu (The International Boxing Hall of Fame). W 1999 roku został uhonorowany przez amerykańską pocztę, która wydała pamiątkowy znaczek z jego podobizną i podpisem Rocky Marciano, Undefeated.
W Brockton, rodzinnym mieście boksera, w 2009 roku zostanie odsłonięta 7-metrowej wysokości statua z jego wizerunkiem. Monument autorstwa meksykańskiego artysty Mario Rendona został sfinansowany przez WBC.

## Bilans walk amatorskich
8 zwycięstw (7 przez (T)KO) – 4 porażki
| Walka | Data             | Przeciwnik       | Miejsce   | Wynik              | Turniej                                                       |
| ----- | ---------------- | ---------------- | --------- | ------------------ | ------------------------------------------------------------- |
| 1.    | 15 kwietnia 1946 | Henry Lester     | Brockton  | porażka (DQ 3)     |                                                               |
| 2.    | 22 sierpnia 1946 | Frederic L. Ross | Portland  | zwycięstwo (KO 1)  | National Junior AAU Heavyweight Championship                  |
| 3.    | 22 sierpnia 1946 | Richard Jarvis   | Portland  | zwycięstwo (KO 1)  | National Junior AAU Heavyweight Championship                  |
| 4.    | 23 sierpnia 1946 | Joe D’Angelis    | Portland  | porażka (PTS 3)    | National Junior AAU Heavyweight Championship – finał          |
| 5.    | 17 stycznia 1947 | Jim Connolly     | Boston    | zwycięstwo (KO 1)  | Massachusetts State Amateur Tournament                        |
| 6.    | 17 stycznia 1947 | Bob Girard       | Boston    | porażka (PTS 3)    | Massachusetts State Amateur Tournament                        |
| 7.    | 26 stycznia 1948 | Joe Sidlaskis    | Lowell    | zwycięstwo (KO 1)  | Massachusetts – Rhode Island Golden Gloves Tournament         |
| 8.    | 26 stycznia 1948 | Charles Mortimer | Lowell    | zwycięstwo (KO 3)  | Massachusetts – Rhode Island Golden Gloves Tournament – finał |
| 9.    | 18 lutego 1948   | George McGinnis  | Lowell    | zwycięstwo (TKO 1) | New England Tournament of Champions                           |
| 10.   | 1 marca 1948     | Coley Wallace    | Nowy Jork | porażka (PTS 3)    | Golden Gloves All-East Coast Championships                    |
| 11.   | marzec 1948      | Fred Fischera    | Boston    | zwycięstwo (KO 2)  | New England AAU Tournament (kwalifikacje olimp.)              |
| 12.   | marzec 1948      | George McGinnis  | Boston    | zwycięstwo (PTS 3) | New England AAU Tournament (kwalifikacje olimp.) – finał      |